# Al-Barbahārī
Al-Ḥasan b. ʿAlī b. Chalaf Abū Muḥammad al-Barbahārī  (geboren 869 wahrscheinlich in Basra, gestorben 941) war nicht nur ein bedeutender Rechtsgelehrter der hanbalitischen Rechtsschule in Bagdad, Jurist, Traditionalist und Prediger (Wāʿiẓ), er wandte sich auch zu Lebzeiten vehement gegen verschiedene Sekten und von der sunnitischen Lehrmeinung abweichenden Gruppierungen, forderte mit Nachdruck eine Rückkehr zur islamischen Praxis, wie sie von Mohammed und seinen Gefährten praktiziert wurde und war außerdem Autor.

## Ausbildung
Al-Barbahārī wurde unter anderem bei al-Marrūdhī ausgebildet (was darauf hindeutet, dass er um 880 nach Baghdad gekommen sein muss), einem Schüler von Aḥmad b. Ḥanbal. Auch der bekannte Mystiker Sahl at-Tustarī (gestorben um 896), dem Begründer der Sālimiyya-Schule, gehörte zu seinen Lehrern.

## Leben
Während der islamischen Herrschaft im 10. und 11. nachchristlichen Jahrhundert spielte er eine entscheidende Rolle bei der Zurückdrängung schīʿitischer Missionare sowie der Anhänger der muʿtazilitischen Theologie des Kalām. Verdächtigungen gegen ihn zwangen ihn häufig dazu, sich vor der Öffentlichkeit zur Verstecken. Die Nisba Barbahārī deutet auf den Handel mit medizinischen Kräutern hin, es ist aber nichts darüber bekannt, dass die Familie einen solchen Handel betrieb. Als sein Vater verstarb, lehnte er die Erbschaft ab, da er vermutete, dass dieses Geld aus dubiosen Quellen stammen könne, außerdem sah Al-Barbahārī seinen Vater aufgrund dessen Verstrickung in religiöse Abweichungen nicht mehr als Muslim an.

## Werk
In dem ihm zugeschriebenen Werk Kitāb šarḥ as-Sunna, welches durch längere Zitate aus dem Werk Tabaqāt al-Ḥanābila des Ibn Abī Yaʿlā al-Farrāʾ überliefert wurde und das, so die Autoren des Artikels in der Zeitschrift der morgenländischen Gesellschaft in der Encyclopaedia of Islam als „ein wichtiges Dokument zum Verständnis der Entwicklung des Sunna-Begriffs und der Orthodoxie im Islam“ sei, kritisiert der Autor die zunehmenden Neuerungen (Bida'āt) und fordert eine rigorose Rückkehr zu den Geboten der alten Religion (so, wie sie in der Zeit der rechtgeleiteten Khalifen praktiziert wurde). Er warnte vor der Spaltung islamischer Gruppierungen und prangerte darin außerdem die Ermordung ʿUthmān ibn ʿAffāns und die Einsetzung des ʿAlī ibn Abī Tālib als dessen Nachfolger an. Der Schlüssel zur Rückkehr zum „wahren“ Islam liegt in seinen Augens in der Nachahmung des Propheten und seinen frommen Nachfolgern. Die Anwendung der Prinzipien der Vernunft (ʿaql) lehnte al-Barbahārī nicht ab, sondern betonte, dass diese von Gott in verschiedenem Maße auf seine Diener verteilt worden wäre und zur endgültigen Erlösung notwendig sei. Das Konzept der inneren Bedeutung (bāṭin) des Korantextes lehnte er nicht prinzipiell ab, solange diese Bedeutungen eindeutig aus den kanonischen Schriften extrahierbar sei. Auch wenn al-Barbahārī die Nutzung des Verstandes legitimiert, so wandte er sich dennoch strikt gegen eine lässige Anwendung der Argumentation im Bereich der religiösen Überzeugungen. Seine Abhandlungen zu den göttlichen Eigenschaften (ṣifāt) beschränken sich auf die Auswertung der kanonischen Texte. Als Autor dieses Werks wurde in der Forschung jedoch inzwischen nicht Al-Barbahārī, sondern der in der Mitte des 9. Jahrhunderts wirkende Gelehrte Ghulām Ḫalīl identifiziert.

## Politische Positionen und Einflussnahme
Al-Barbahārī vertrat energisch das Anrecht der Quraisch auf das Kalifat, ermahnte seine Anhänger jedoch zum Gehorsam gegenüber der aktuellen Herrschaft. Er wandte sich gegen jeden bewaffneten Aufstand, da gegebenenfalls ein öffentlicher Appell (daʿwa) und das Erteilen eines guten Rats (naṣīḥa) ausreichend seien, um das Gesetz wiederherzustellen. Diese Pflicht obliege den Anhängern der ahl ul-sunna wa ’l-d̲j̲amāʿa, der Gott den endgültigen Sieg versprochen haben. Sein vehementes Vorgehen gegen verschiedenen Gruppen brachte ihm den Ruf ein, politische Ambitionen zu haben, auch wird vermutet, dass sein Einfluss für zahlreiche Aufstände und Demonstrationen verantwortlich gewesen sei. So war er beispielsweise in den Konflikt zwischen den Anhängern von al-Marrūdhī auf der einen Seite und al-Ṭabarī auf der anderen Seite um die Interpretation eines Quranverses war Al-Barbahārī verwickelt, das ihn zum Verstecken und viele seiner Anhänger ins Exil nach Basra zwang. Über das Vorgehen Al-Barbahārī und seiner Anhänger ist bekannt, dass diese eben im Namen des Das Gebieten des Rechten und Verbieten des Verwerflichen in die Häuser von Schiʿiten eindrangen, Musikinstrumente zerstörten, außerdem plünderten sie Geschäfte, in denen Alkohol verkauft wurde, zerstörten Weinbehältnisse, attackierten Sängerinnen und sprachen Leute an, denen sie unsittliches Verhalten vorwarfen. So zeigten sie beispielsweise Männer und Frauen an, die zusammen auf der Straße liefen, wenn sich herausstellte, dass diese nicht miteinander verwandt bzw. verheiratet waren. Nachdem es zu weiteren Auseinandersetzungen gekommen war, musste Al-Barbahārī erneut untertauchen, allerdings wurde einer seiner Vertrauten mit dem Namen al-Dallāʾ gefangen genommen, woraufhin seine Anhänger ein Feuer in einem Markt im schi'itischen Viertel al-Karkh gelegt haben sollen. Al-Dallāʾ wurde später hingerichtet. Während des Versuchs der Hanbaliten, eine schi'itische Moschee zu zerstören, starb Al-Barbahārī  in seinem Versteck. Noch vor seinem Tod heiratete er eine Konkubine, es ist jedoch nicht bekannt, ob aus dieser Beziehung Kinder hervorgingen.

## Stellung zur anthropomorphistischen Koranauslegung
Der Koran erwähnt an zahlreichen Stellen „Körperteile“ Gottes wie Hände oder Füße, was zu unterschiedlichen Ansichten führte, wie diese Verse zu bewerten seien. Einige verstanden sie wörtlich, andere betrachteten sie als figurativ (die Hand steht für die Macht Gottes), Al-Barbahārī jedoch vertrat die unter den Hanbaliten verbreitete Ansicht, dass aufgrund der unvergleichlichkeit Gottes nur Gott nur so beschrieben werden darf, wie er sich selbst beschreibt, ohne nach dem ‚wie‘ („bi lā kayfa“) zu fragen. Diese Ansicht sei laut Al-Barbahārī auf Mālik ibn Anas und andere Gelehrte des Islam zurückzuführen.